# Ugo di Hohenlohe-Öhringen
Federico Guglielmo Eugenio Carlo Ugo di Hohenlohe-Öhringen, meglio conosciuto col nome di Ugo di Hohenlohe-Öhringen (Stoccarda, 27 maggio 1816 – Castello di Slawentzitz, 23 agosto 1897), fu principe di Hohenlohe-Öhringen e duca di Ujest, nonché generale tedesco, politico ed industriale.

## Biografia

### Infanzia ed educazione
Ugo era figlio primogenito del Principe Augusto di Hohenlohe-Öhringen (1784-1853) e di sua moglie, Luisa del Württemberg (1789-1851). Nel 1847, Ugo sposò la Principessa Paolina di Fürstenberg (1829-1854).
Negli anni della sua giovinezza, studiò a Berlino ed all'Accademia dei Forestieri, passando successivamente in aiuto nel governo al Re Guglielmo I di Württemberg.

### Principe di Hohenlohe-Öhringen
Nel 1849 ottenne il governo dei domini di famiglia, comprendenti il Principato di Hohenlohe-Öhringen e successivamente ampliati. Egli si fece anche promotore dell'industria nazionale, investendo capitali nell'estrazione dello zinco in Alta Slesia, dove acquistò molte miniere. Nel 1861 ottenne dal governo prussiano il titolo di Duca di Ujest. Nel 1890, inoltre, si garantì l'acquisto di alcune miniere di carbone che andarono ad incrementare i suoi fondi nella vendita di zinco, a tal punto che alla sua morte, la sua industria era la più grande al mondo nel campo dell'estrazione del prezioso metallo.

### Carriera politica e militare
Oltre a divenire un rappresentante in parlamento, al fianco della Prussia fu Generale di fanteria e Generale di cavalleria nell'esercito del Wurttemberg.
Nel corso della Guerra Austro-Prussiana, nel 1866, divenne anche Governatore della Moravia, rimanendo in carica in parlamento come vicepresidente dal 1871 al 1876.

## Discendenza
Il principe Ugo e la Principessa Paolina di Fürstenberg ebbero:
- Cristiano Kraft, V Principe di Hohenlohe-Öhringen e Duca di Ujest (1848-1926)
- Maria (1849-1929), sposò Enrico XIX di Reuss (1848-1904)
- Luisa (1851-1920), sposò il Conte Federico Luigi di Frankenberg-Ludwigsdorff (1835-1897)
- Augusto Carlo (1854-1884)
- Federico Carlo (1855-1910), sposò la Contessa Maria di Hatzfeldt (1871-1932)
- Giovanni Enrico, VI Principe di Hohenlohe-Öhringen e Duca di Ujest (1858-1945), sposò la cugina Olga di Hohenlohe-Öhringen (1862-1935)
- Massimiliano Antonio Carlo (1860-1922), sposò la Contessa Elena di Hatzfeldt (1865-1901)
- Guglielmo (nato e morto nel 1861)
- Ugo Federico (1864-1928), sposò Helga Hager (1877-1951)
- Margherita (1865-1940), sposò il Conte Guglielmo di Hohenau (1854-1930)

## Ascendenza
|                                            |                                        |                                                  | Genitori                                      |  |  | Nonni |  |  | Bisnonni                                   |  |  | Trisnonni                              |  |
|                                            |                                        |                                                  |                                               |  |  |       |  |  | 8. Enrico Augusto di Hohenlohe-Ingelfingen |  |  | 16. Cristiano di Hohenlohe-Ingelfingen |  |
|                                            |                                        |                                                  |                                               |  |  |       |  |  | 8. Enrico Augusto di Hohenlohe-Ingelfingen |  |  | 16. Cristiano di Hohenlohe-Ingelfingen |  |
|                                            |                                        | 17. Maria Caterina Sofia di Hohenlohe-Waldenburg |                                               |  |  |       |  |  | 8. Enrico Augusto di Hohenlohe-Ingelfingen |  |  |                                        |  |
| 4. Federico Luigi di Hohenlohe-Ingelfingen |                                        |                                                  |                                               |  |  |       |  |  | 8. Enrico Augusto di Hohenlohe-Ingelfingen |  |  |                                        |  |
|                                            |                                        | 9. Guglielmina Eleonora di Hohenlohe-Oehringen   | 18. Giovanni Federico di Hohenlohe-Jöringen   |  |  |       |  |  |                                            |  |  |                                        |  |
|                                            |                                        | 9. Guglielmina Eleonora di Hohenlohe-Oehringen   | 18. Giovanni Federico di Hohenlohe-Jöringen   |  |  |       |  |  |                                            |  |  |                                        |  |
|                                            |                                        | 9. Guglielmina Eleonora di Hohenlohe-Oehringen   | 19. Dorotea Sofia d'Assia-Darmstadt           |  |  |       |  |  |                                            |  |  |                                        |  |
| 2. Augusto di Hohenlohe-Öhringen           |                                        | 9. Guglielmina Eleonora di Hohenlohe-Oehringen   |                                               |  |  |       |  |  |                                            |  |  |                                        |  |
|                                            |                                        | 10. Giulio Gebhard di Hoym                       | 20. Ludovico Gebhard II di Hoym               |  |  |       |  |  |                                            |  |  |                                        |  |
|                                            |                                        | 10. Giulio Gebhard di Hoym                       | 20. Ludovico Gebhard II di Hoym               |  |  |       |  |  |                                            |  |  |                                        |  |
|                                            |                                        | 10. Giulio Gebhard di Hoym                       | 21. Rachele Luisa di Wertern                  |  |  |       |  |  |                                            |  |  |                                        |  |
| 5. Amalia di Hoym                          |                                        | 10. Giulio Gebhard di Hoym                       |                                               |  |  |       |  |  |                                            |  |  |                                        |  |
|                                            |                                        | 11. Cristina Carlotta di Diskau                  | 22. Giovanni Adolfo di Diskau                 |  |  |       |  |  |                                            |  |  |                                        |  |
|                                            |                                        | 11. Cristina Carlotta di Diskau                  | 22. Giovanni Adolfo di Diskau                 |  |  |       |  |  |                                            |  |  |                                        |  |
|                                            |                                        | 11. Cristina Carlotta di Diskau                  | 23. Cristina Maddalena Dorotea di Ponikau     |  |  |       |  |  |                                            |  |  |                                        |  |
| 1. Ugo di Hohenlohe-Öhringen               |                                        | 11. Cristina Carlotta di Diskau                  |                                               |  |  |       |  |  |                                            |  |  |                                        |  |
|                                            | 12. Federico II Eugenio di Württemberg | 24. Carlo I Alessandro di Württemberg            |                                               |  |  |       |  |  |                                            |  |  |                                        |  |
|                                            | 12. Federico II Eugenio di Württemberg | 24. Carlo I Alessandro di Württemberg            |                                               |  |  |       |  |  |                                            |  |  |                                        |  |
|                                            | 12. Federico II Eugenio di Württemberg | 25. Maria Augusta di Thurn und Taxis             |                                               |  |  |       |  |  |                                            |  |  |                                        |  |
| 6. Eugenio Federico di Württemberg         | 12. Federico II Eugenio di Württemberg |                                                  |                                               |  |  |       |  |  |                                            |  |  |                                        |  |
|                                            |                                        | 13. Federica Dorotea di Brandeburgo-Schwedt      | 26. Federico Guglielmo di Brandeburgo-Schwedt |  |  |       |  |  |                                            |  |  |                                        |  |
|                                            |                                        | 13. Federica Dorotea di Brandeburgo-Schwedt      | 26. Federico Guglielmo di Brandeburgo-Schwedt |  |  |       |  |  |                                            |  |  |                                        |  |
|                                            |                                        | 13. Federica Dorotea di Brandeburgo-Schwedt      | 27. Sofia Dorotea di Prussia                  |  |  |       |  |  |                                            |  |  |                                        |  |
| 3. Luisa di Württemberg                    |                                        | 13. Federica Dorotea di Brandeburgo-Schwedt      |                                               |  |  |       |  |  |                                            |  |  |                                        |  |
|                                            |                                        | 14. Cristiano Carlo di Stolberg-Gedern           | 28. Federico Carlo di Stolberg-Gedern         |  |  |       |  |  |                                            |  |  |                                        |  |
|                                            |                                        | 14. Cristiano Carlo di Stolberg-Gedern           | 28. Federico Carlo di Stolberg-Gedern         |  |  |       |  |  |                                            |  |  |                                        |  |
|                                            |                                        | 14. Cristiano Carlo di Stolberg-Gedern           | 29. Luisa di Nassau-Saarbrücken               |  |  |       |  |  |                                            |  |  |                                        |  |
| 7. Luisa di Stolberg-Gedern                |                                        | 14. Cristiano Carlo di Stolberg-Gedern           |                                               |  |  |       |  |  |                                            |  |  |                                        |  |
|                                            |                                        | 15. Eleonora di Reuss-Lobenstein                 | 30. Enrico II di Reuss-Lobenstein             |  |  |       |  |  |                                            |  |  |                                        |  |
|                                            |                                        | 15. Eleonora di Reuss-Lobenstein                 | 30. Enrico II di Reuss-Lobenstein             |  |  |       |  |  |                                            |  |  |                                        |  |
|                                            |                                        | 15. Eleonora di Reuss-Lobenstein                 | 31. Giuliana Dorotea Carlotta di Hochberg     |  |  |       |  |  |                                            |  |  |                                        |  |
|                                            |                                        | 15. Eleonora di Reuss-Lobenstein                 |                                               |  |  |       |  |  |                                            |  |  |                                        |  |